# Oberlücke von Viernheim
Die Oberlücke von Viernheim ist ein Naturschutzgebiet in Viernheim im hessischen Landkreis Bergstraße. Es liegt innerhalb des Vogelschutzgebiets „Wälder der südlichen hessischen Oberrheinebene“.
Das Naturschutzgebiet Oberlücke ist eine aufgelassene Sandgrube, in der bis 1980 Kies und Sand abgebaut wurde. Das 13 Hektar große Gebiet mit einer gut fünf Hektar großen Wasserfläche wurde der Sukzession überlassen. Es entwickelte sich zu einem Lebensraum für zahlreiche, auch bestandsbedrohte Vogel- und Amphibienarten.

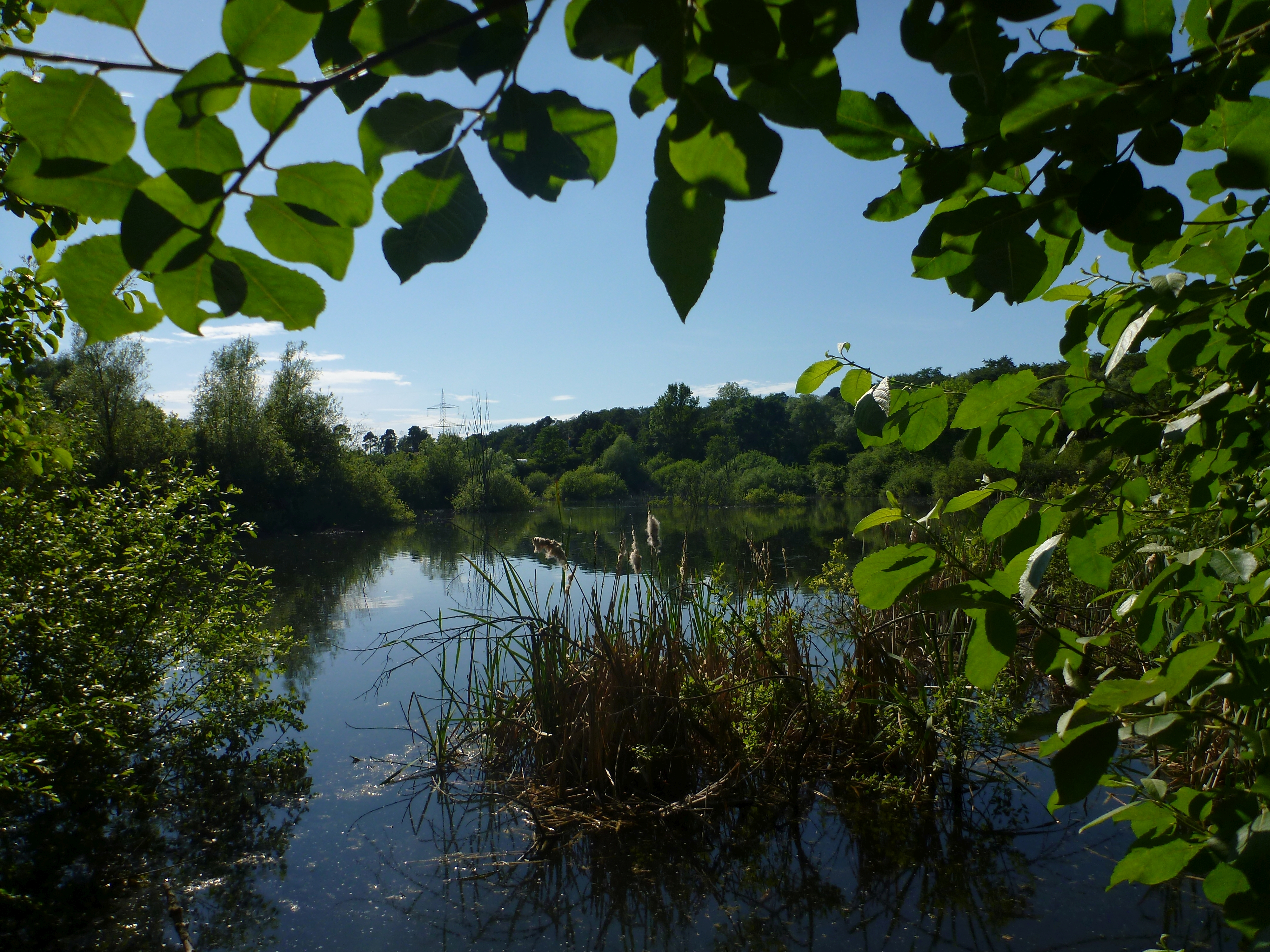
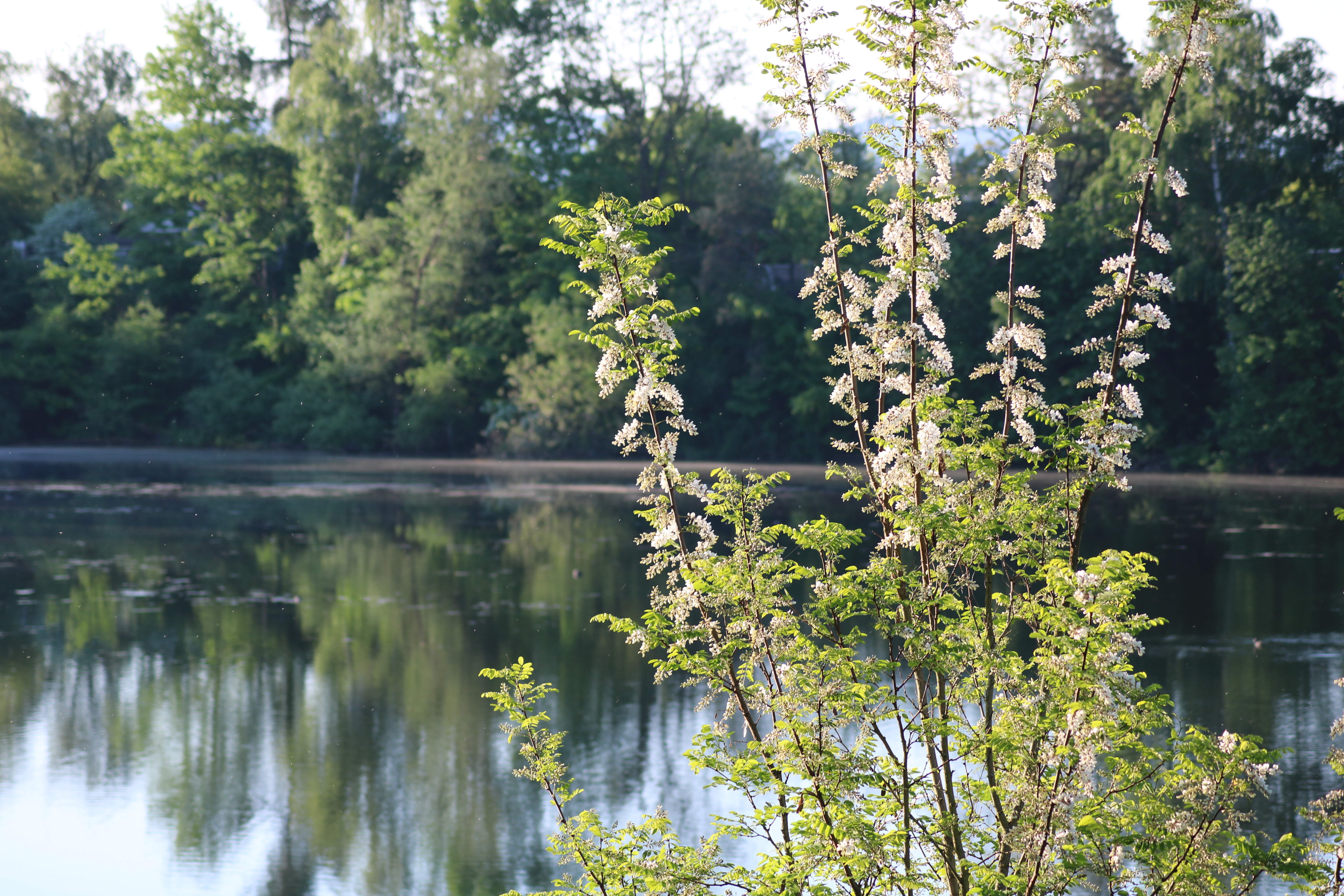
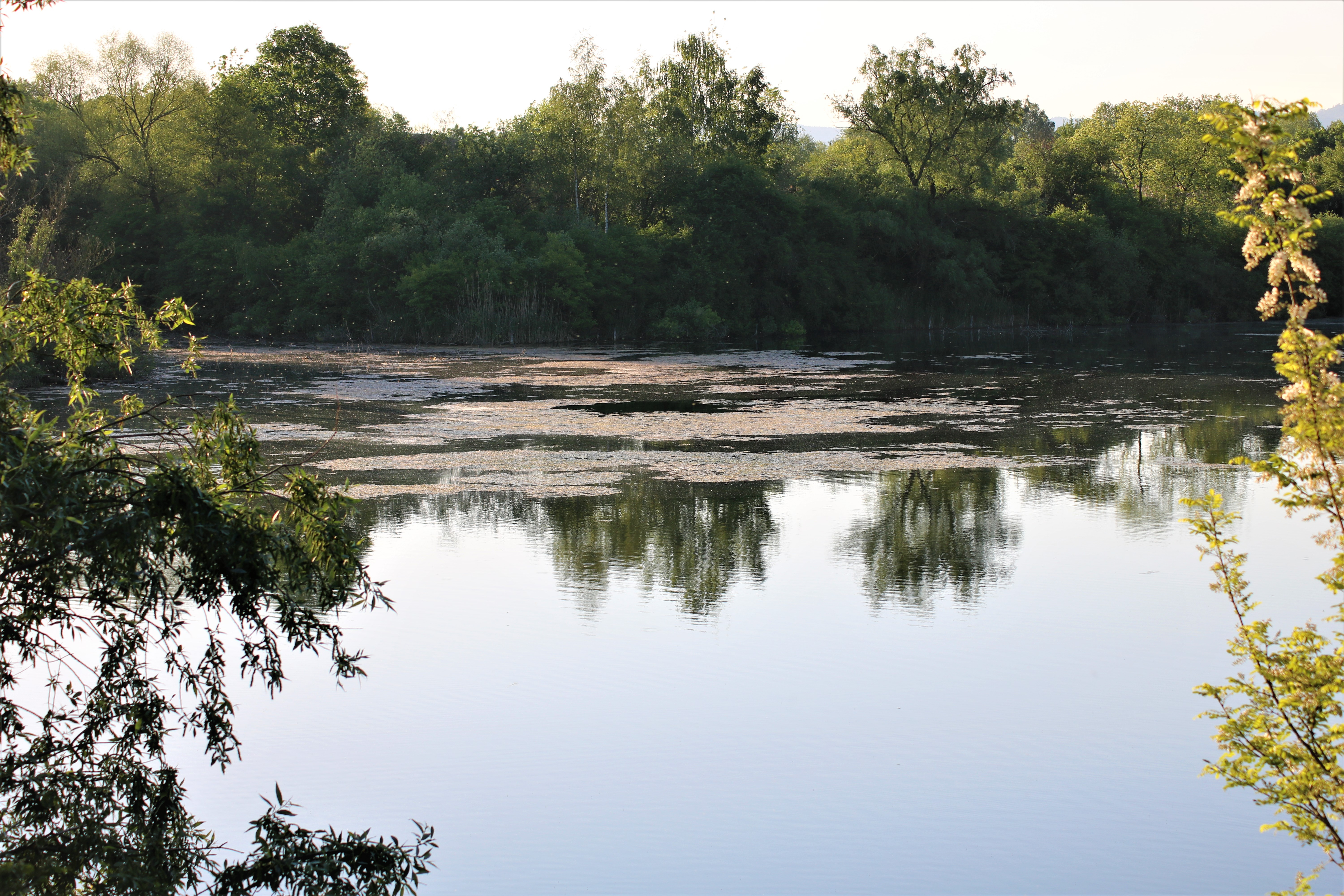
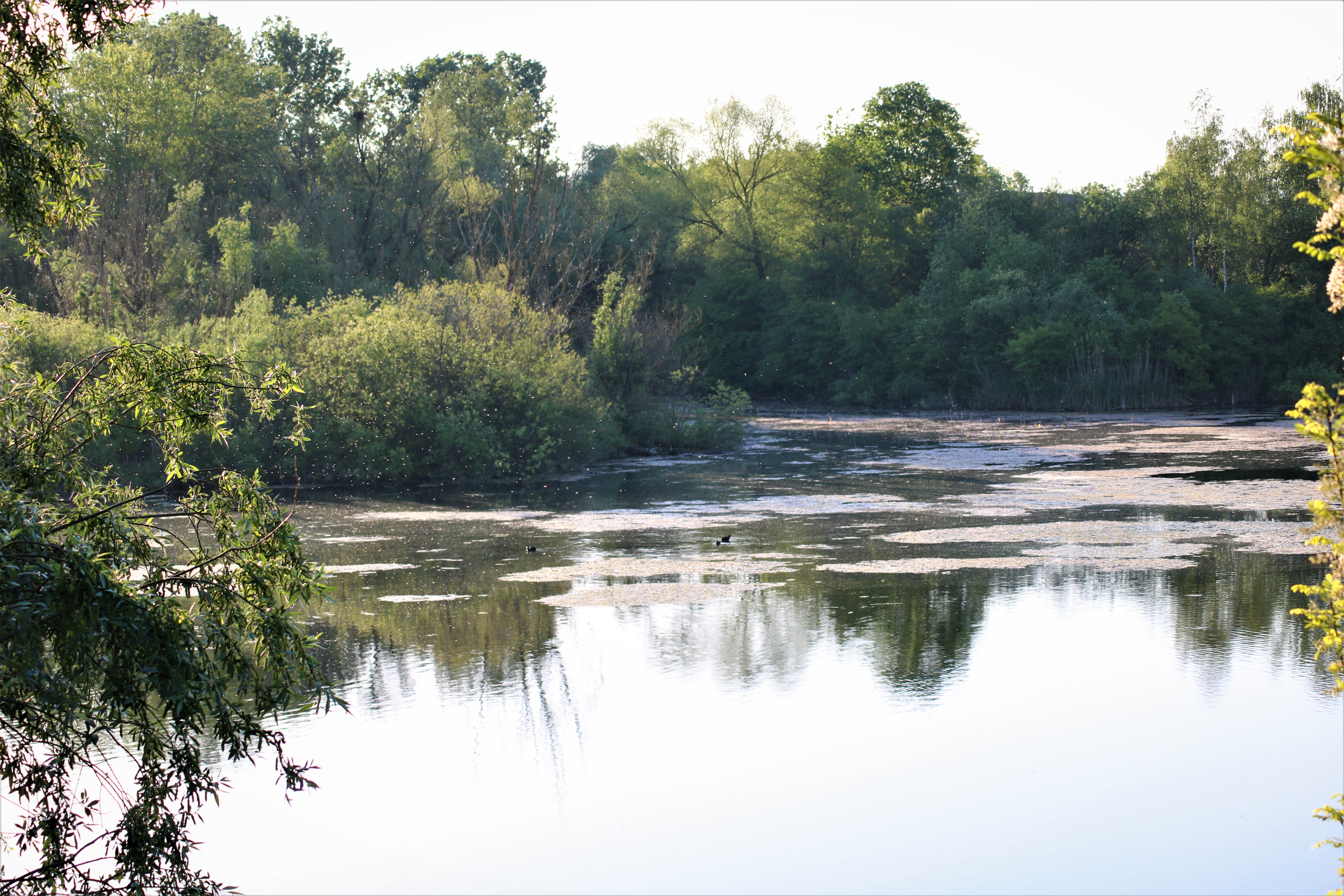
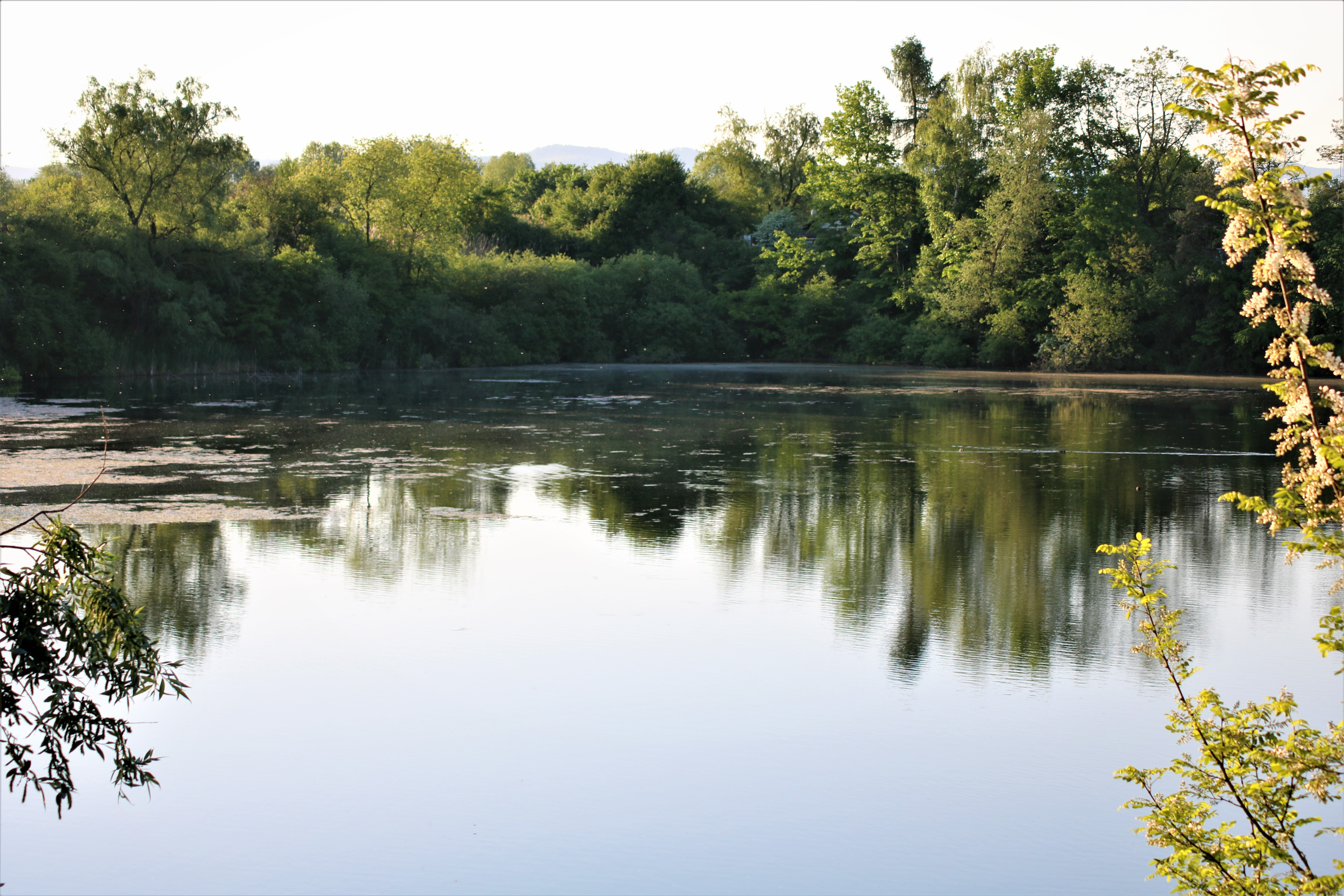
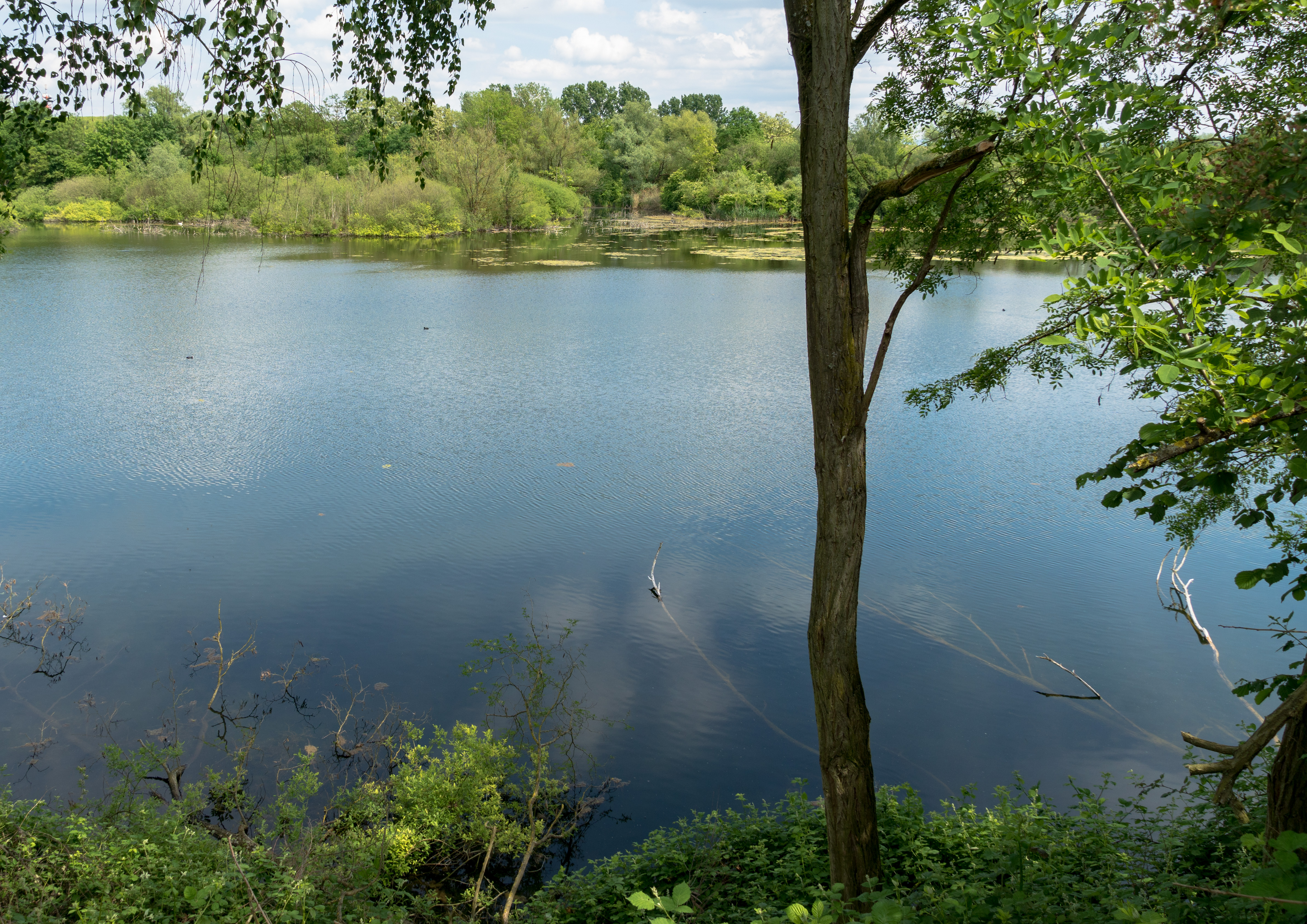
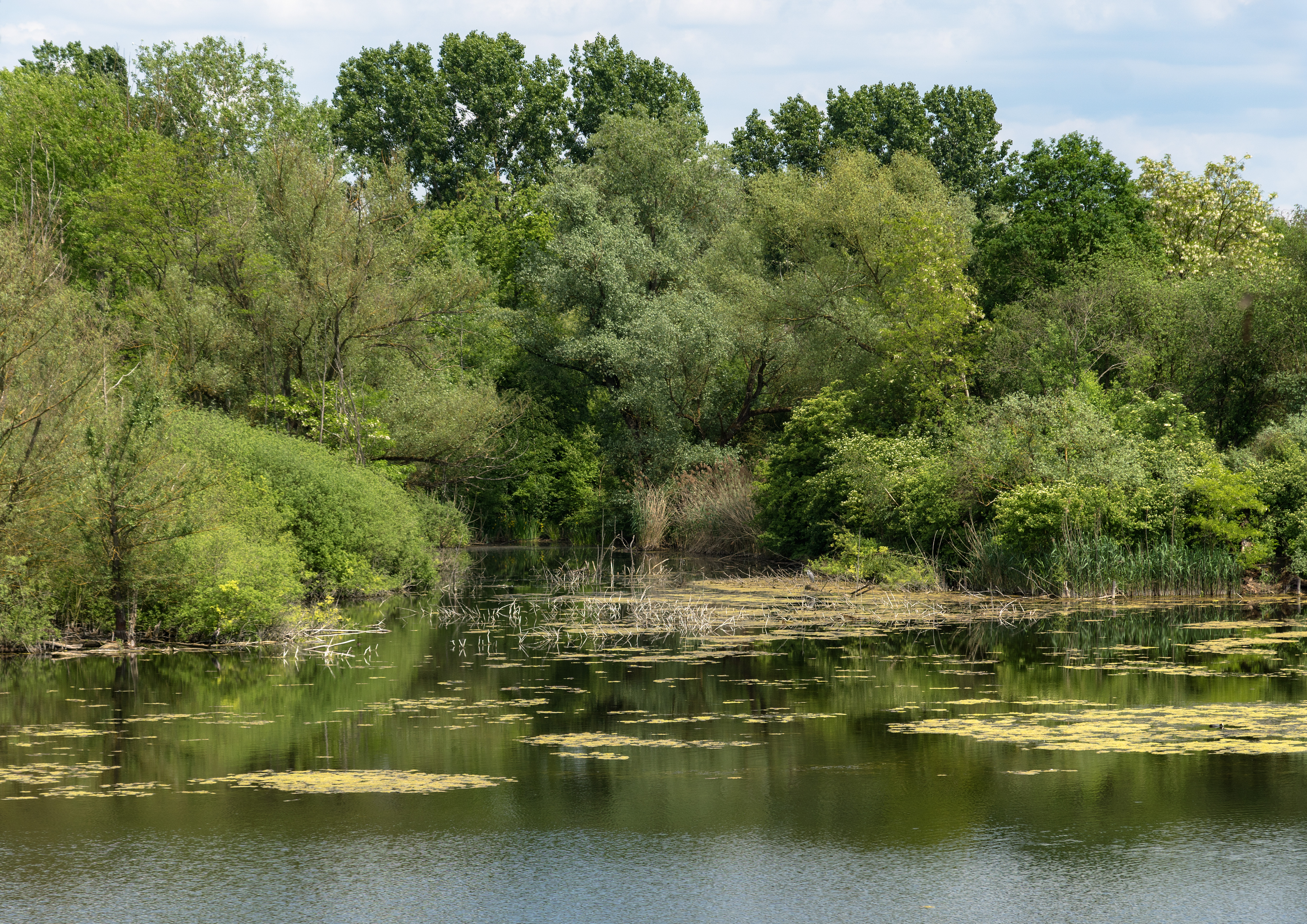
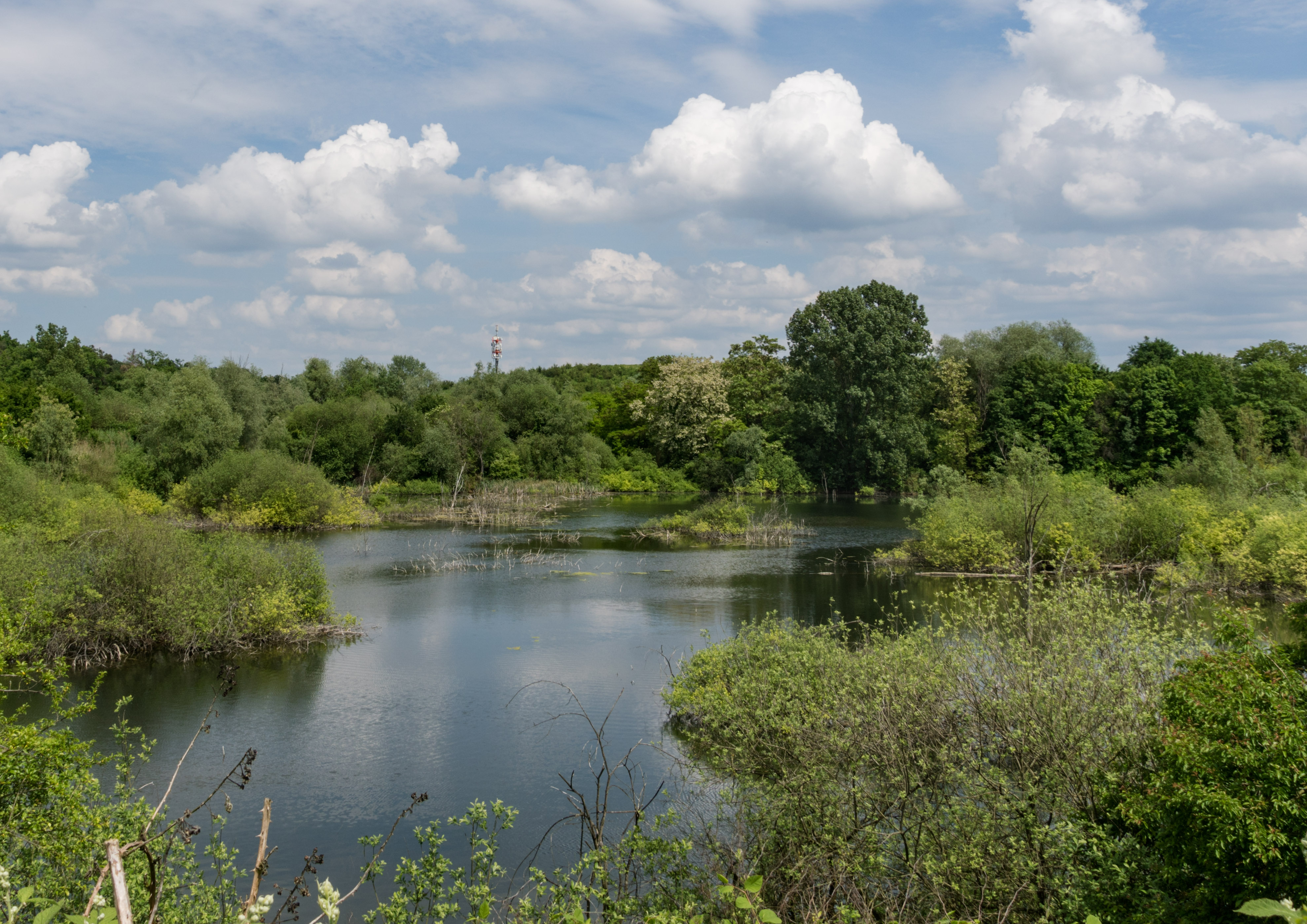

Die Oberlücke liegt westlich der A 6 / A 67, im südlichen Bogen des Viernheimer Dreiecks im Hessischen Ried. Das Gebiet ist westlich und südlich von Kleingartenanlagen umgeben, zur Autobahn hin schließt sich der Wertstoffhof des regionalen Abfallzweckverbands an. Eine 220 kV-Hochspannungsleitung verläuft westlich der Kleingartenanlage; sie beeinträchtigt die Nutzbarkeit des Schutzgebiets für einige Vogelarten.
1985 wurde das Gebiet unter Naturschutz gestellt, um die stillgelegte Kiesgrube als Lebensraum für Vogel- und Amphibienarten zu sichern. Der Standort bietet vielen Wasservögeln gute Nistgelegenheiten, Zwergtaucher,
Haubentaucher, Höckerschwäne und Blässhühner finden sich ein. Zur Nahrungssuche kommen ganzjährig Graureiher und Kormorane zur Oberlücke, zu den Zugzeiten rasten Tafel- und Schnatterenten an der Wasserfläche. Eingewandert sind auch Kanadagänse und Nilgänse, die die heimischen Gänse und Enten zunehmend im Wettstreit um Nahrung und Brutplätze verdrängen. Bei den Amphibien besteht ein regelmäßiger genetischer  Austausch mit dem östlich der A 6 gelegenen Waldsee (auch als Anglersee bekannt).
Das Naturschutzgebiet wurde in das europäische Schutzgebietsnetz „Natura 2000“ aufgenommen.

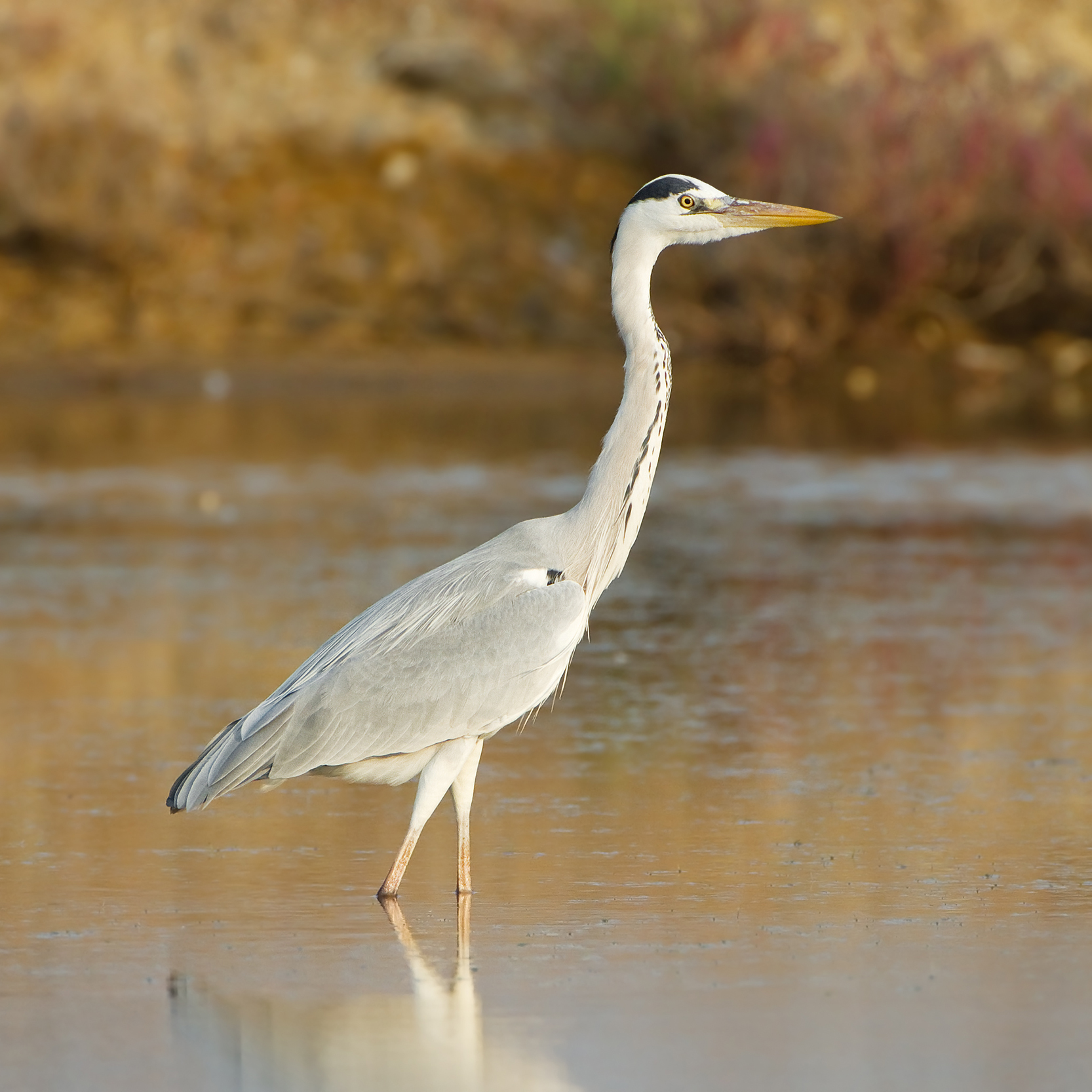
Graureiher
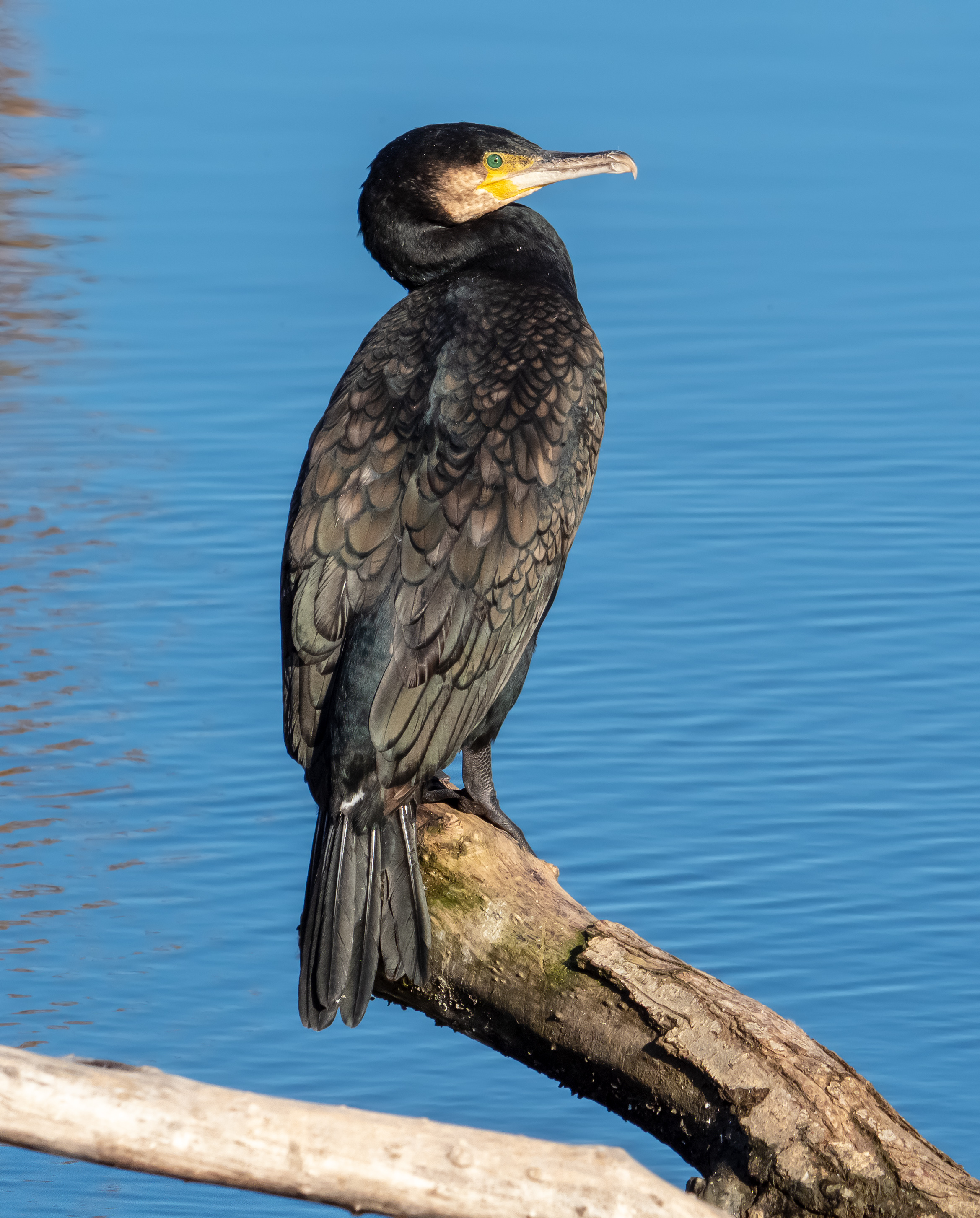
Kormoran
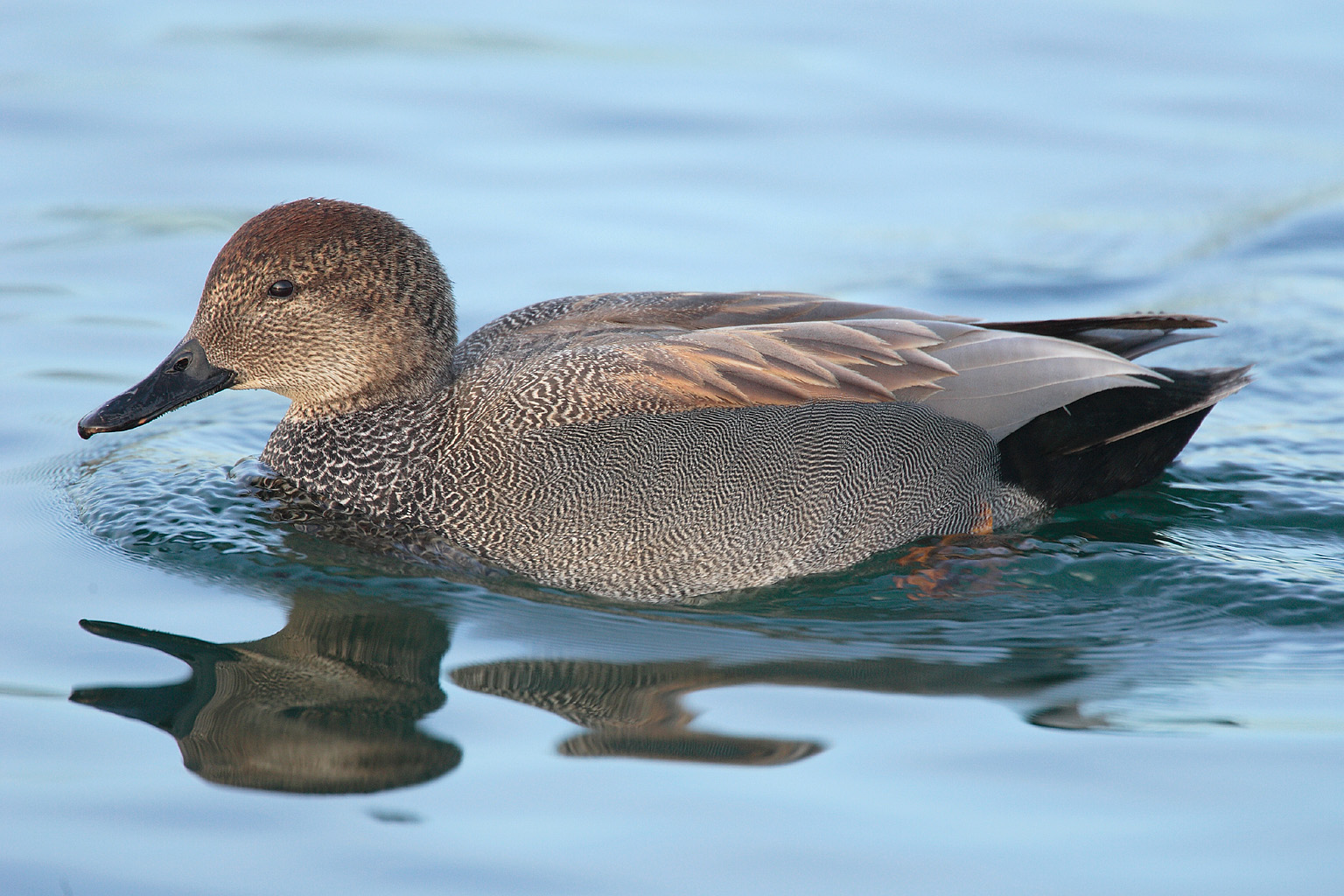
Schnatterente
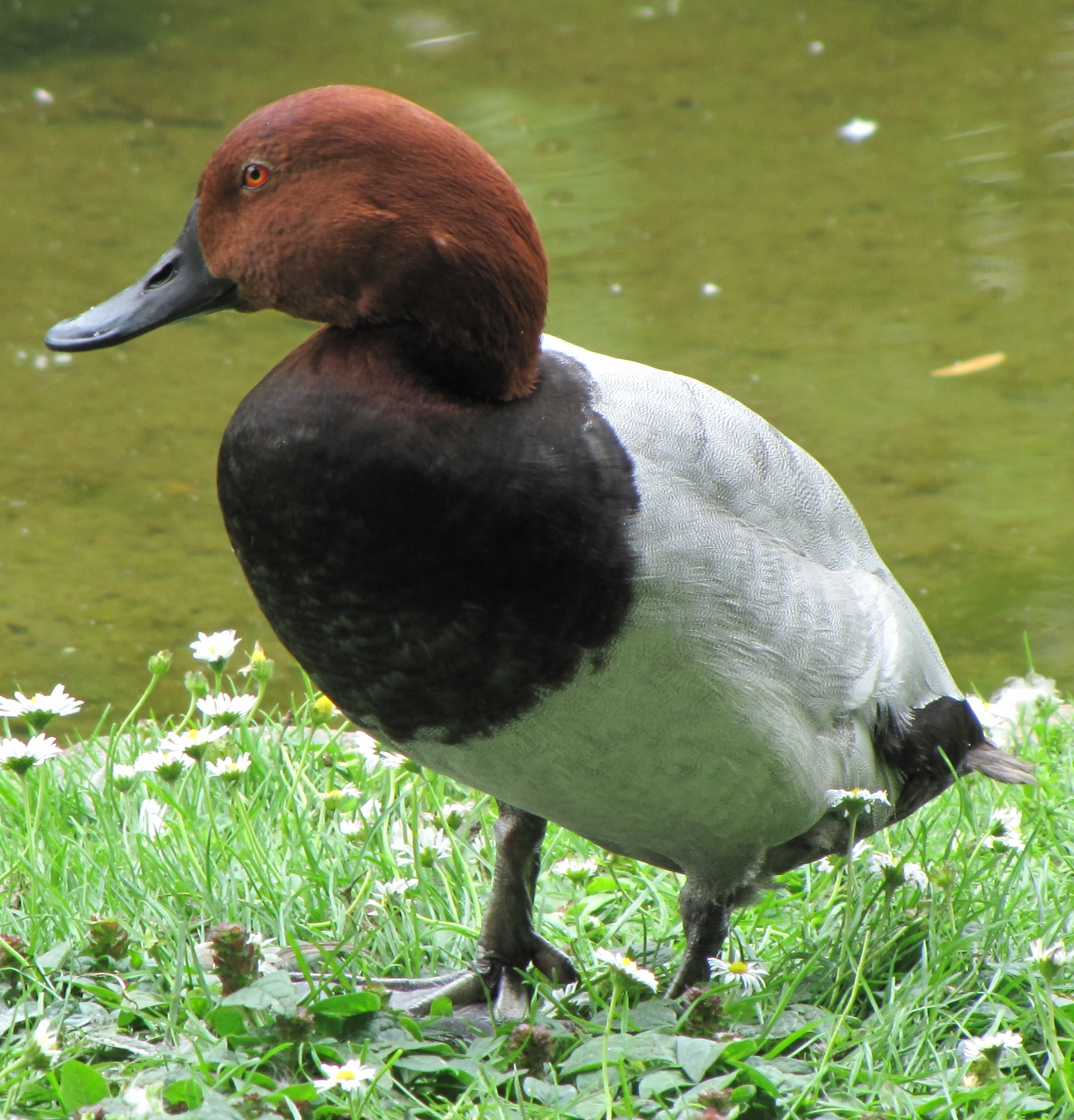
Tafelente
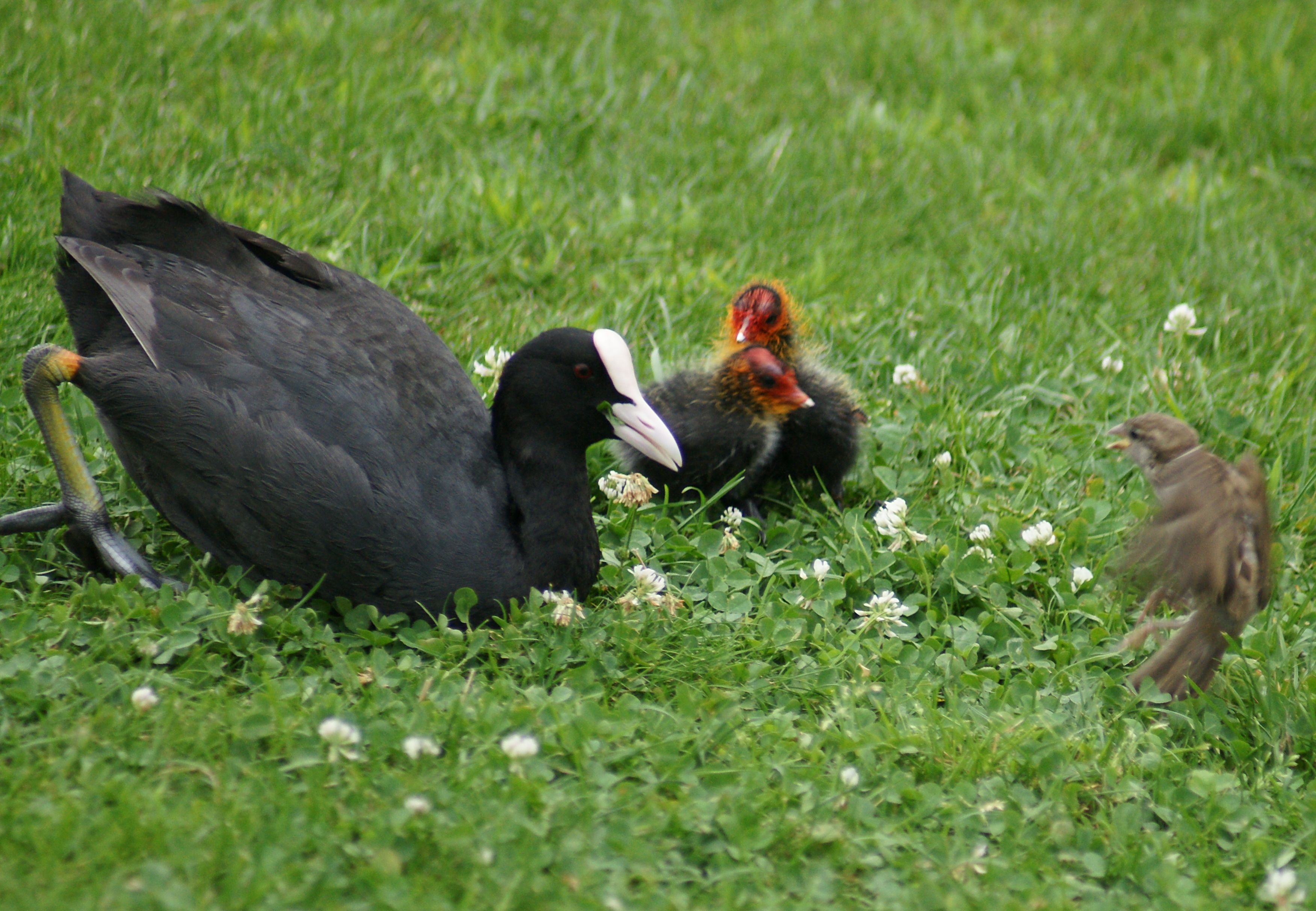
Blässhuhn
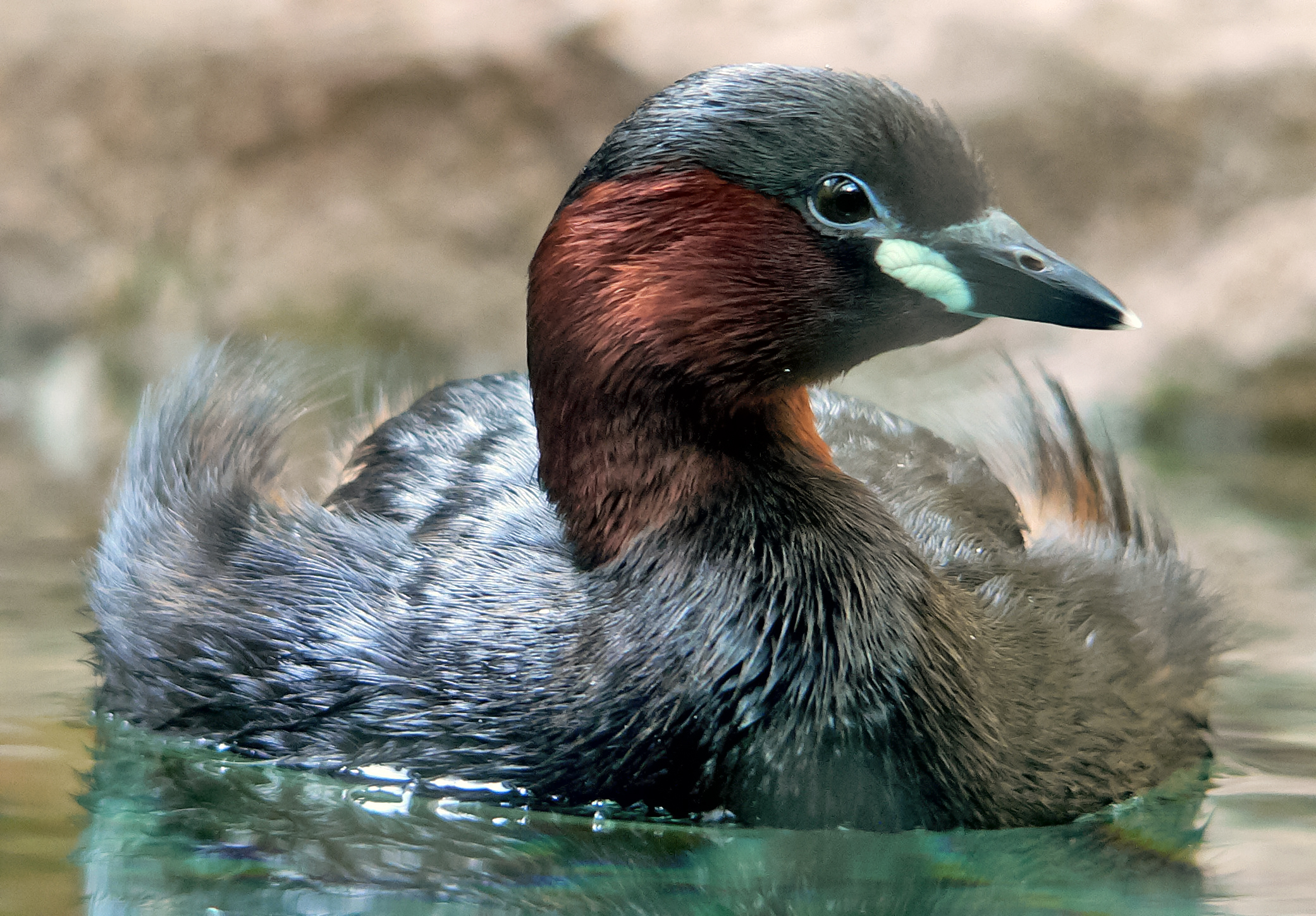
Zwergtaucher
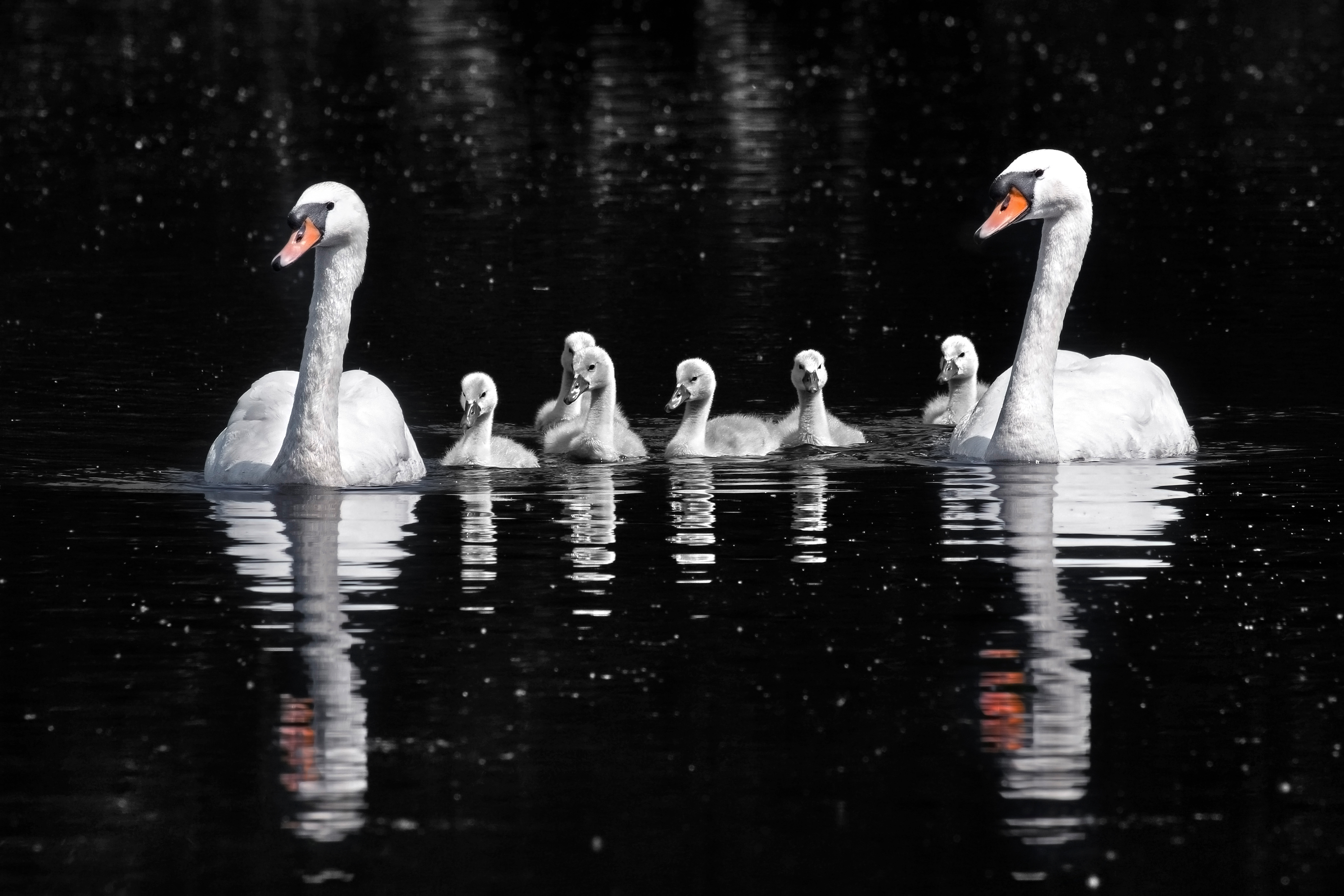
Höckerschwan
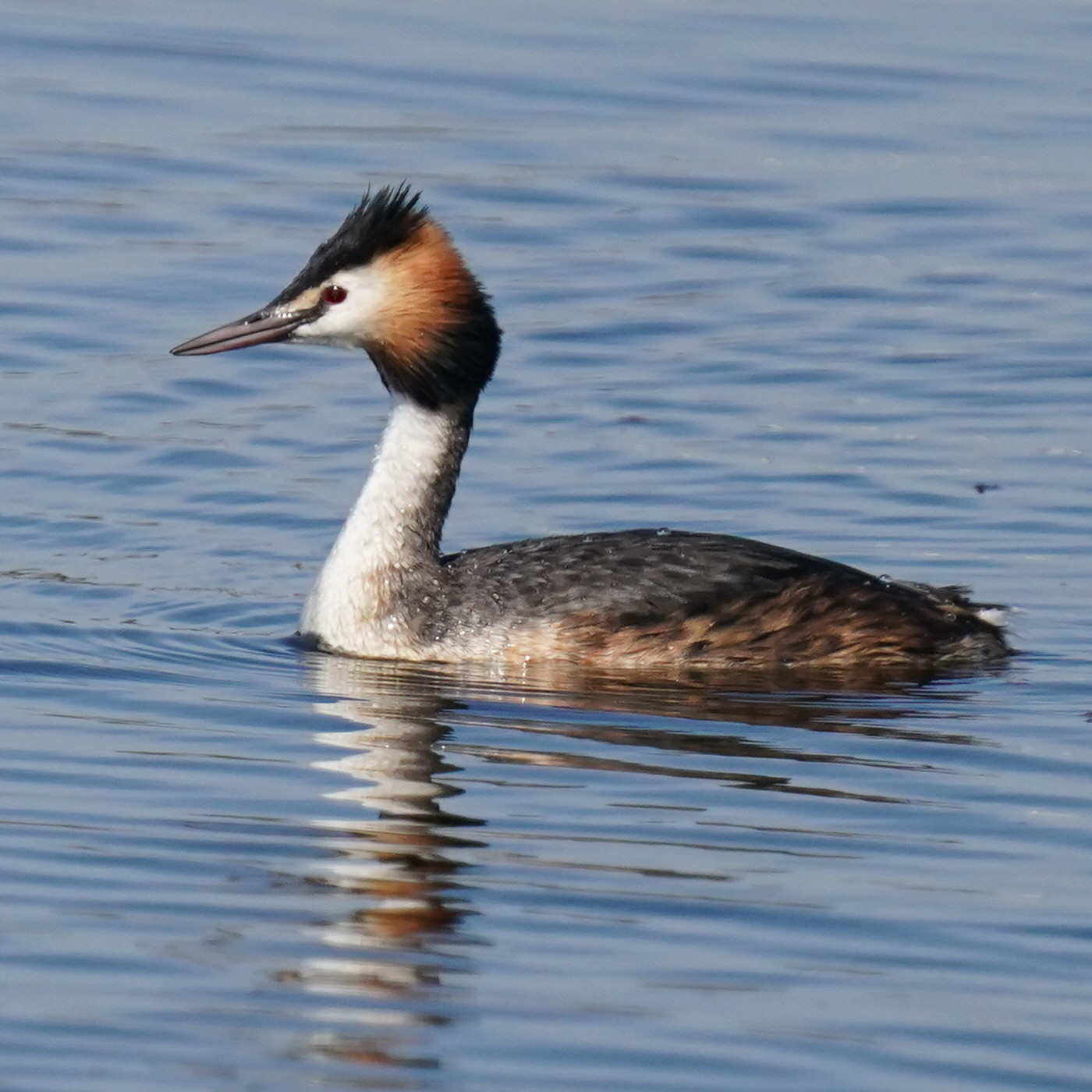
Haubentaucher
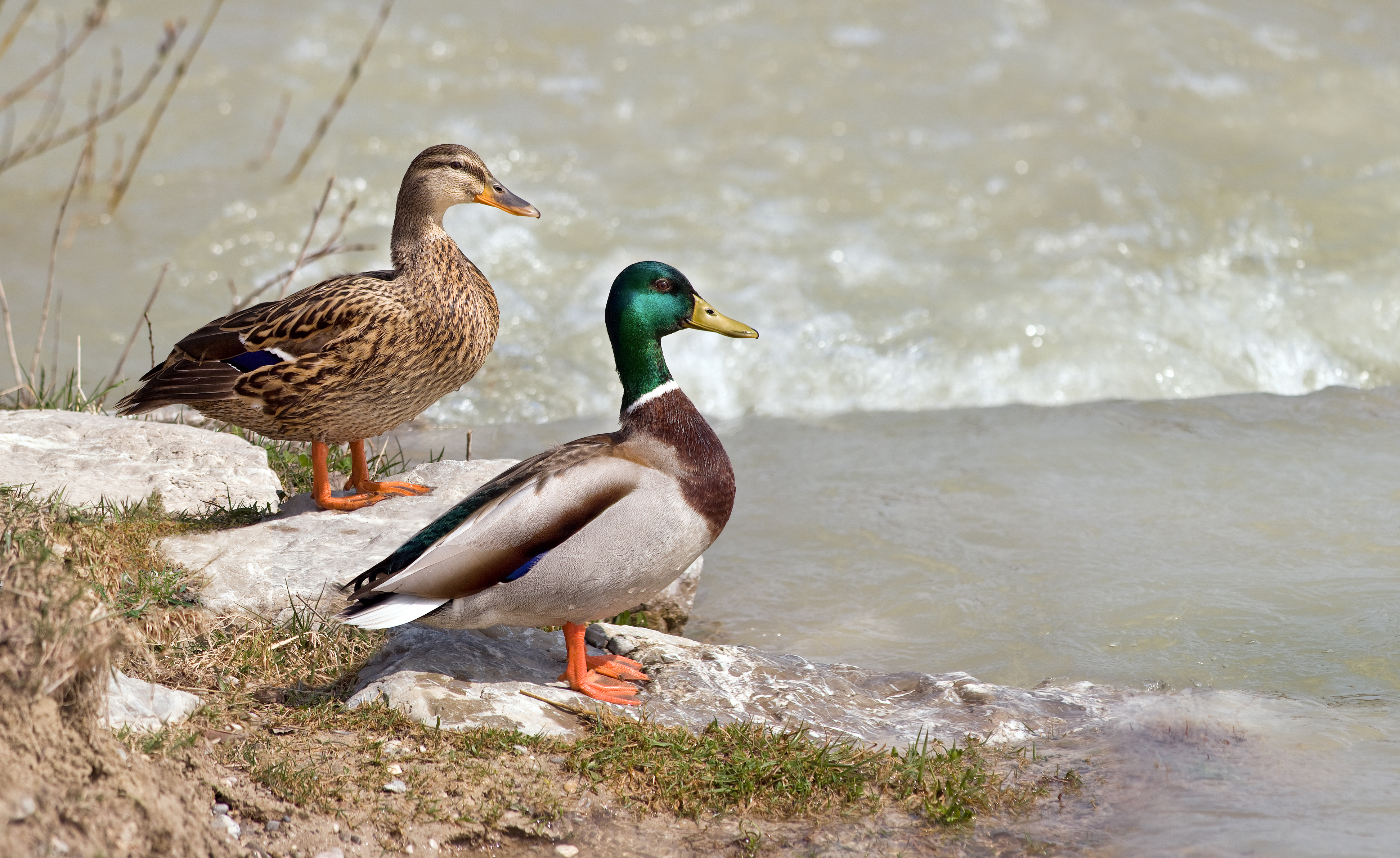
Stockente
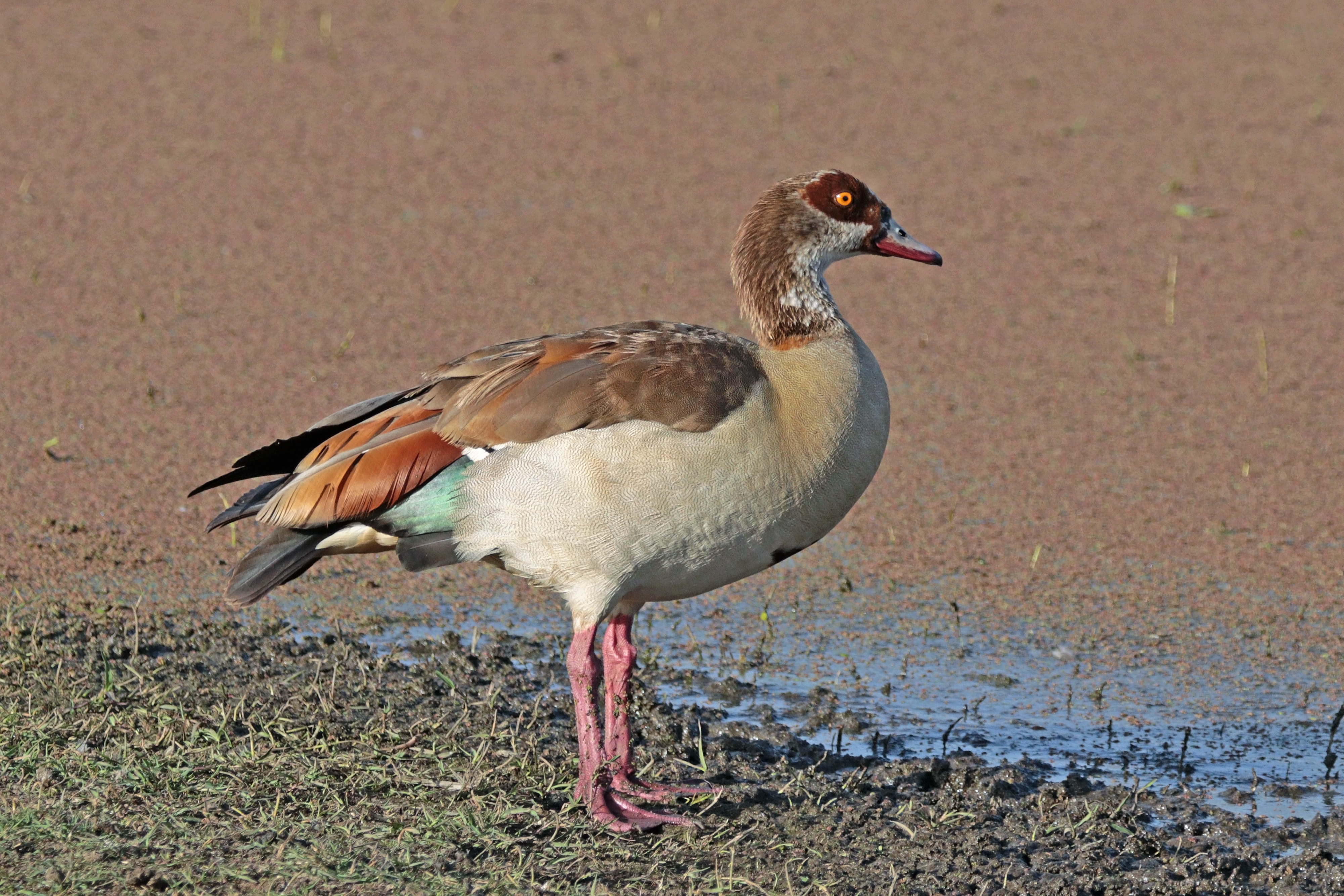
Nilgans
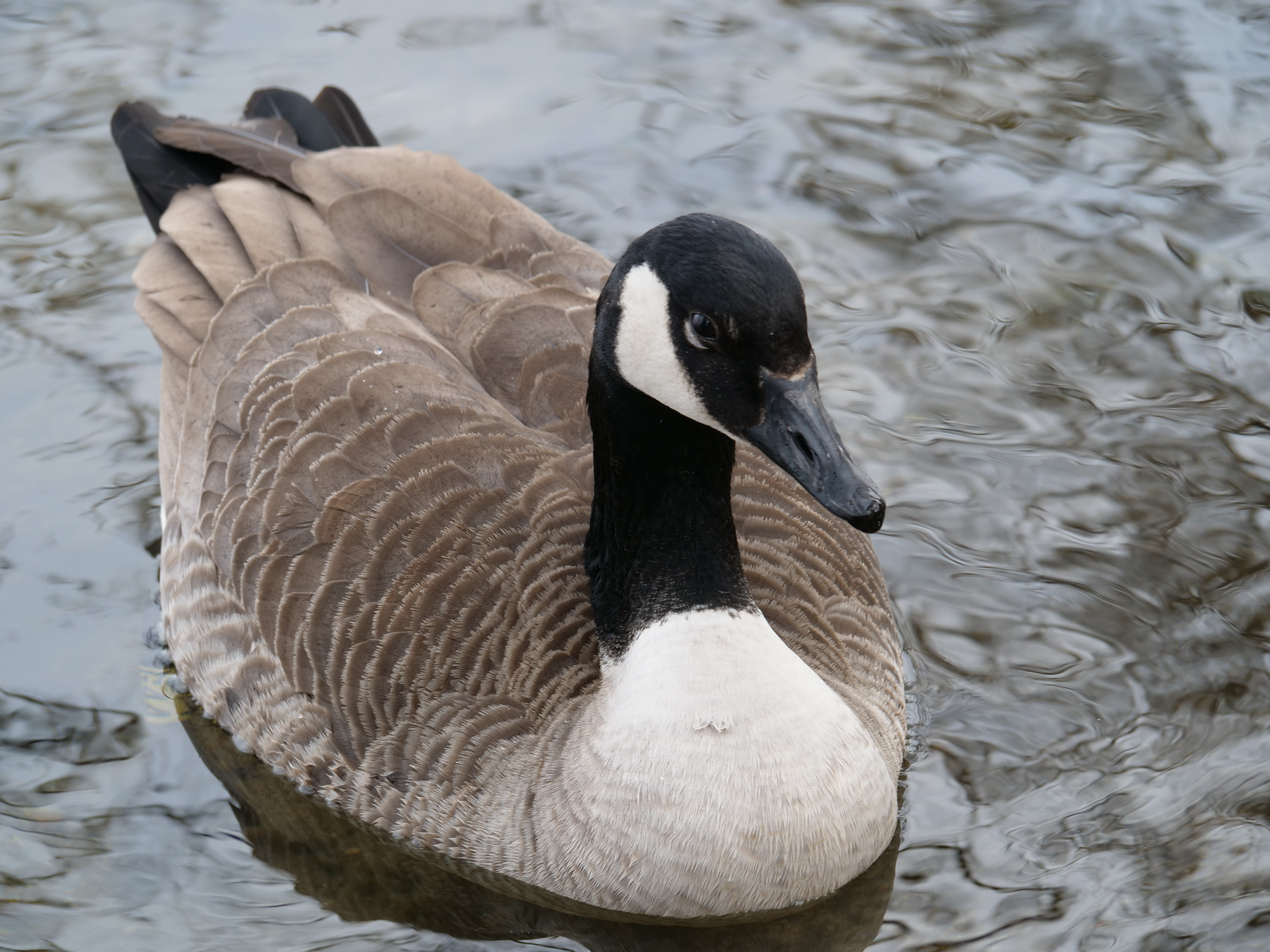
Kanadagans